# Jake Gyllenhaal

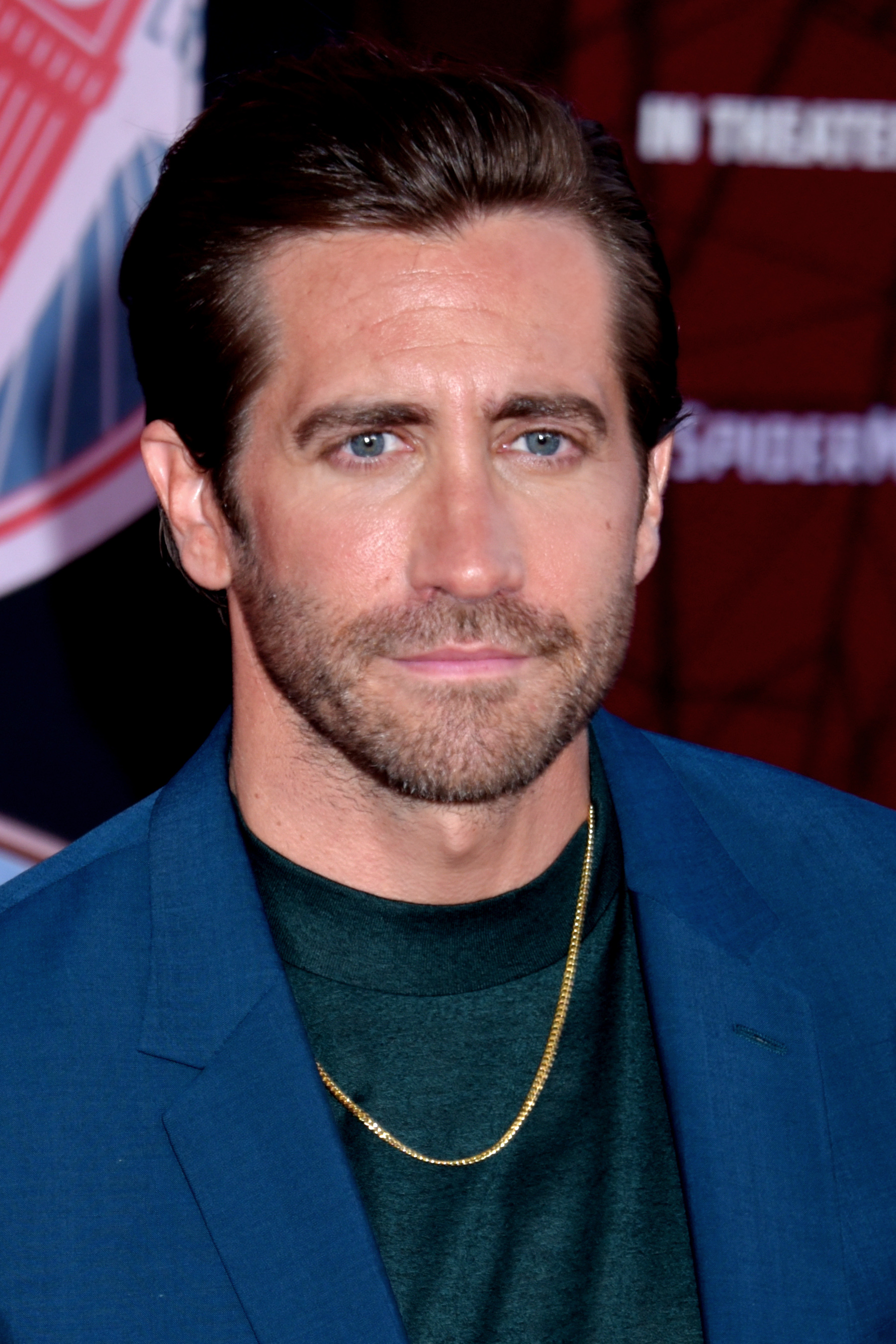
Jake Gyllenhaal (2019)

Jacob Benjamin „Jake“ Gyllenhaal (schwedisch: [ˈjʏlːɛnhæːlɛ] öffentlich meist englisch betont: [ˈdʒɪlənhɔːl]) (* 19. Dezember 1980 in Los Angeles, Kalifornien) ist ein US-amerikanischer Schauspieler und Filmproduzent.

## Leben

### Familie und Jugend
Jake Gyllenhaal wurde 1980 als Sohn des Regisseurs Stephen Gyllenhaal und der Produzentin und Autorin Naomi Foner im kalifornischen Los Angeles geboren. Die Familie seines Vaters ist schwedischer Herkunft und gehört zum dortigen Adel (Nobilitierung der Gyllenhaal 1652). Die Familie der Mutter ist russisch-jüdischer Herkunft. Jake ist der jüngere Bruder von Maggie Gyllenhaal, die ebenfalls Schauspielerin ist. Die Schauspielerin Jamie Lee Curtis ist seine Patentante.
1998 absolvierte er die Harvard-Westlake School in Los Angeles und begann anschließend ein Studium der östlichen Religion und der Philosophie an der Columbia University in New York. Dieses brach er aber zwei Jahre später ab, um sich ganz auf seine Schauspielkarriere zu konzentrieren.

### Karrierebeginn
Seine erste Rolle hatte Jake Gyllenhaal 1991 im Alter von elf Jahren als Kinderdarsteller in City Slickers – Die Großstadt-Helden. Dort war er als Sohn von Billy Crystal zu sehen. Zwei Jahre später trat er in Josh and S.A.M. auf. Den ersten größeren Auftritt hatte er in der Verfilmung der Autobiografie des Raketenkonstrukteurs Homer Hickam in October Sky. Eine weitere Hauptrolle spielte er in dem Film Donnie Darko. Gyllenhaals Schwester Maggie spielt darin Donnies Schwester Elizabeth. 2002 spielte Gyllenhaal an der Seite von Susan Sarandon und Dustin Hoffman in Moonlight Mile sowie neben Jennifer Aniston in The Good Girl. Unter anderem hatte er auch die Hauptrolle in Bubble Boy (2001).
Seine Hauptrolle in dem Stück This Is Our Youth markierte Gyllenhaals Theaterdebüt. Das Stück lief acht Wochen in Londons Theaterviertel West End. Für die Rolle erhielt er 2002 den Evening Standard Theatre Award in der Kategorie Bester Newcomer.

### Durchbruch

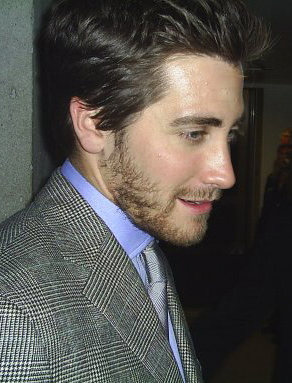
Gyllenhaal 2005 bei der Premiere von Proof in Toronto

Gyllenhaals erster großer Erfolg war die Hauptrolle in dem Film Donnie Darko. Es folgte eine Hauptrolle neben Dennis Quaid in Roland Emmerichs Film The Day After Tomorrow.
Endgültig etablieren konnte er sich 2005 mit dem Film Jarhead – Willkommen im Dreck, in dem er neben Jamie Foxx einen amerikanischen Soldaten im Golfkrieg mimte, und in der Rolle des Jack Twist in Brokeback Mountain. Der Film über zwei homosexuelle Cowboys mit Heath Ledger, deren Liebe an der Gesellschaft und ihren eigenen Ängsten scheitert, gewann zahlreiche wichtige Preise. Zu den wichtigsten Auszeichnungen gehören der Goldene Löwe bei den Filmfestspielen von Venedig, vier Golden Globes und drei Oscars. Jake Gyllenhaal wurde als bester Nebendarsteller nominiert und erhielt ebenfalls für diese Rolle den British Academy Film Award sowie den Filmpreis des National Board of Review.

### Filmkarriere nach dem Durchbruch
Bereits 2001 war Gyllenhaal einer der Bewerber für die Rolle des Spider-Man in dem Film von Regisseur Sam Raimi. Die Rolle bekam aber Tobey Maguire. Als dieser zwei Jahre später mit Rückenproblemen zu kämpfen hatte, übernahm Gyllenhaal den Part und wurde bereits für das Spider-Man-Kostüm vermessen. Doch Maguire kehrte bei bester Gesundheit an das Set zurück, sodass Gyllenhaal zurückstecken musste. 2008 drehten beide schließlich den Film Brothers miteinander. Auch für die Rolle des Batman in Batman Begins war Gyllenhaal zunächst vorgesehen, Regisseur Christopher Nolan zog aber Christian Bale vor. Noch im selben Jahr verlor Gyllenhaal zudem die Hauptrolle in Superman Returns, da Regisseur Bryan Singer diese lieber mit dem weniger bekannten Brandon Routh besetzen wollte.
Ab Juli 2008 stand Gyllenhaal als Hauptdarsteller in der Verfilmung des Computerspiels Prince of Persia vor der Kamera. Der Film lief am 20. Mai 2010 unter dem Titel Prince of Persia: Der Sand der Zeit in den deutschen Kinos an. 2012 wurde Gyllenhaal in die Wettbewerbsjury der 62. Berlinale berufen. 2013 spielte er in Prisoners die Rolle des Detektivs Loki. 2014 wurde er mit der Hauptrolle des Louis Bloom in dem Film Nightcrawler – Jede Nacht hat ihren Preis besetzt. Für seine darstellerische Leistung in dem Film erhielt Gyllenhaal große Anerkennung und wurde unter anderem für den Golden Globe, BAFTA-Award, SAG Award, Satellite Award, Critics’ Choice Movie Award und Saturn Award nominiert, jedoch nicht für den Oscar. Zusätzlich nahm der Schauspieler für diese Rolle ungefähr 9 kg an Körpergewicht ab. 2015 wurde Jake Gyllenhaal erstmals in die Wettbewerbsjury der Internationalen Filmfestspiele von Cannes berufen.
2019 verkörperte er in Spider-Man: Far From Home die Rolle des Mysterio und wurde somit Teil des Marvel Cinematic Universe.

### Privatleben
Gyllenhaal ist Patenonkel der Tochter des verstorbenen Schauspielers Heath Ledger und von Michelle Williams, die beide mit ihm in Brokeback Mountain zu sehen waren.
Ab 2002 war er fast zwei Jahre mit der Schauspielerin Kirsten Dunst liiert. Gyllenhaal lebte von 2007 bis 2009 mit der Schauspielerin Reese Witherspoon zusammen. Sie hatten sich bei den Dreharbeiten zu dem Film Machtlos kennengelernt. Von Oktober 2010 bis März 2011 war er mit der Sängerin Taylor Swift zusammen.

### Popkultur
Die schottische Sängerin Amy Macdonald hat ihr Lied L.A. aus dem Jahr 2007 Jake Gyllenhaal gewidmet. Nach eigenem Bekunden ist sie ein großer Fan seiner Schauspielkunst.
2010 spielte Gyllenhaal neben Joe Jonas, Daft Punk und anderen im Musikvideo zu der Single Giving up the Gun der US-amerikanischen Band Vampire Weekend mit.
2012 trat er im Musikvideo Time To Dance der Band The Shoes auf.

### Musical
2015 spielte er an der Seite von Ellen Greene den Seymour in der Encore-Produktion des Musicals Der kleine Horrorladen im New York City Center.

## Filmografie

### Als Schauspieler
- 1991: City Slickers – Die Großstadt-Helden (City Slickers)
- 1993: Josh and S.A.M.
- 1993: A Dangerous Woman
- 1998: Homegrown
- 1999: October Sky
- 2001: Bubble Boy
- 2001: Lovely & Amazing
- 2001: Donnie Darko
- 2002: Highway
- 2002: Moonlight Mile
- 2002: The Good Girl
- 2004: The Day After Tomorrow
- 2004: Jiminy Glick in Gagawood (Jiminy Glick in Lalawood)
- 2005: Der Beweis – Liebe zwischen Genie und Wahnsinn (Proof)
- 2005: Jarhead – Willkommen im Dreck (Jarhead)
- 2005: Brokeback Mountain
- 2005: The Man Who Walked Between the Towers
- 2007: Zodiac – Die Spur des Killers (Zodiac)
- 2007: Machtlos (Rendition)
- 2009: Brothers
- 2010: Prince of Persia: Der Sand der Zeit (Prince of Persia: The Sands of Time)
- 2010: Love and other Drugs – Nebenwirkung inklusive (Love & Other Drugs)
- 2011: Source Code
- 2012: End of Watch
- 2013: Prisoners
- 2013: Enemy
- 2014: Nightcrawler – Jede Nacht hat ihren Preis (Nightcrawler)
- 2015: Southpaw
- 2015: Everest
- 2015: Demolition – Lieben und Leben (Demolition)
- 2015: Liebe ohne Krankenschein (Accidental Love)
- 2016: Nocturnal Animals
- 2017: Life
- 2017: Okja
- 2017: Stronger
- 2018: Wildlife
- 2018: The Sisters Brothers
- 2019: Die Kunst des toten Mannes (Velvet Buzzsaw)
- 2019: Spider-Man: Far From Home
- 2021: Spirit – Frei und ungezähmt (Spirit Untamed) (Stimme)
- 2021: The Guilty
- 2022: Ambulance
- 2023: Der Pakt (Guy Ritchie’s The Covenant)
- 2024: Road House
- 2024: Aus Mangel an Beweisen (Presumed Innocent, Fernsehserie)

Musikvideo
- 2009: Jamie Foxx feat. T-Pain – Blame It
- 2010: Vampire Weekend – Giving up the Gun
- 2012: The Shoes – Time to Dance
- 2015: Southpaw

Weiteres
- 2011: Abenteuer Survival – Ausgesetzt in der Wildnis – Jake Gyllenhaal Special

### Als Filmproduzent
- 2014: Nightcrawler – Jede Nacht hat ihren Preis (Nightcrawler)
- 2017: Stronger
- 2018: Wildlife
- 2020: Good Joe Bell
- 2020: Relic – Dunkles Vermächtnis (Relic)
- 2020: The Devil All the Time
- 2021: Breaking News in Yuba County
- 2021: The Guilty

## Synchronsprecher
Jake Gyllenhaal wird in der deutschen Tonfassung seiner Filmauftritte überwiegend von dem Synchronsprecher Marius Clarén vertont (z. B. in The Day After Tomorrow, Prisoners, Nightcrawler oder Southpaw).

## Auszeichnungen
Oscar
- 2006: Nominiert als Bester Nebendarsteller für Brokeback Mountain

Golden Globe Award
- 2015: Nominiert in der Kategorie Bester Hauptdarsteller – Drama für Nightcrawler – Jede Nacht hat ihren Preis
- 2011: Nominiert in der Kategorie Bester Hauptdarsteller – Komödie/Musical für Love and other Drugs – Nebenwirkung inklusive

British Academy Film Award
- 2017: Nominiert in der Kategorie Bester Hauptdarsteller für Nocturnal Animals
- 2015: Nominiert in der Kategorie Bester Hauptdarsteller für Nightcrawler – Jede Nacht hat ihren Preis
- 2006: Bester Nebendarsteller für Brokeback Mountain

Satellite Awards
- 2014: Nominiert in der Kategorie Bester Hauptdarsteller – Drama für Nightcrawler – Jede Nacht hat ihren Preis
- 2013: Nominiert in der Kategorie Bester Nebendarsteller – Drama für Prisoners
- 2010: Nominiert in der Kategorie Bester Hauptdarsteller – Komödie/Musical für Love and other Drugs – Nebenwirkung inklusive
- 2005: Nominiert in der Kategorie Bester Hauptdarsteller – Drama für Jarhead – Willkommen im Dreck
- 2005: Nominiert in der Kategorie Bester Hauptdarsteller – Drama für Brokeback Mountain
- 2003: Nominiert in der Kategorie Bester Nebendarsteller – Komödie/Musical für The Good Girl

Teen Choice Award
- 2010: Nominiert in der Kategorie Bester Darsteller – Drama für Prince of Persia: Der Sand der Zeit
- 2009: Nominiert in der Kategorie Bester Darsteller – Drama für Brothers
- 2008: Nominiert in der Kategorie Bester Darsteller – Drama für Machtlos
- 2007: Nominiert in der Kategorie Bester Darsteller – Horror/Thriller für Zodiac – Die Spur des Killers
- 2003: Nominiert in der Kategorie Movie Breakout Star – Male für The Good Girl
- 2003: Nominiert in der Kategorie Choice Movie Liplock für The Good Girl
- 1999: Nominiert in der Kategorie Breakout Performance für October Sky

Tony Awards 2020
- Nominierung als Bester Hauptdarsteller (Sea Wall / A Life)[15]

Critics’ Choice Movie Award
- 2015: Nominiert in der Kategorie Bester Hauptdarsteller für Nightcrawler – Jede Nacht hat ihren Preis
- 2013: Nominiert in der Kategorie Bester Hauptdarsteller für End of Watch
- 2006: Bester Nebendarsteller für Brokeback Mountain

MTV Movie Award
- 2006: Bester Filmkuss für Brokeback Mountain
- 2006: Beste Performance für Brokeback Mountain

Austin Film Critics Association
- 2014: Bester Hauptdarsteller für Nightcrawler – Jede Nacht hat ihren Preis
- 2006: Nominiert als Bester Nebendarsteller für Brokeback Mountain

Chicago Film Critics Association Award
- 2014: Nominiert als Bester Hauptdarsteller für Nightcrawler – Jede Nacht hat ihren Preis
- 2005: Nominiert als Bester Nebendarsteller für Brokeback Mountain

Screen Actors Guild Awards
- 2015: Nominiert als Bester Hauptdarsteller für Nightcrawler – Jede Nacht hat ihren Preis
- 2006: Nominiert als Bester Nebendarsteller für Brokeback Mountain
- 2006: Nominiert mit Heath Ledger, Michelle Williams, Anne Hathaway, Linda Cardellini, Randy Quaid, Anna Faris für Brokeback Mountain

Online Film Critics Society Award
- 2014: Nominiert als Bester Hauptdarsteller für Nightcrawler – Jede Nacht hat ihren Preis
- 2006: Nominiert als Bester Nebendarsteller für Brokeback Mountain

National Board of Review
- 2013: mit Hugh Jackman, Viola Davis, Maria Bello, Terrence Howard, Melissa Leo, Paul Dano, Dylan Minnette, Zoë Soul, Erin Gerasimovich für Prisoners
- 2005: Bester Nebendarsteller für Brokeback Mountain

Independent Spirit Award
- 2015: Nominiert in der Kategorie Bester Hauptdarsteller für Nightcrawler – Jede Nacht hat ihren Preis
- 2001: Nominiert in der Kategorie Bester männlicher Darsteller für Donnie Darko

People’s Choice Award
- 2013: Nominiert in der Kategorie Bester Hauptdarsteller für End of Watch
- 2011: Nominiert in der Kategorie Beliebtester Action Star

Saturn Award
- 2015: Nominiert in der Kategorie Bester Hauptdarsteller für Nightcrawler – Jede Nacht hat ihren Preis

London Critics’ Circle Film Award
- 2015: Nominiert in der Kategorie Bester Hauptdarsteller für Nightcrawler – Jede Nacht hat ihren Preis

Toronto Film Critics Association
- 2015: Nominiert in der Kategorie Bester Hauptdarsteller für Nightcrawler – Jede Nacht hat ihren Preis

Australian Film Institute
- 2015: Nominiert in der Kategorie Bester Hauptdarsteller für Nightcrawler – Jede Nacht hat ihren Preis

Chlotrudis Award
- 2001: Bester Darsteller für Donnie Darko

Detroit Film Critics Society
- 2014: Nominiert als Bester Hauptdarsteller für Nightcrawler – Jede Nacht hat ihren Preis

Genie Award
- 2014: Nominiert als Bester Hauptdarsteller für Enemy

Scream Award
- 2011: Nominiert in der Kategorie Bester Hauptdarsteller für Source Code

DVD Premiere Award
- 2003: Bester Darsteller für Highway

Best Ensemble Cast
- 2005: Nominiert mit Heath Ledger, Michelle Williams, Anne Hathaway, Linda Cardellini, Randy Quaid, Anna Faris für Brokeback Mountain

Gotham Award
- 2005: Nominiert mit Heath Ledger, Michelle Williams, Anne Hathaway, Linda Cardellini, Randy Quaid, Anna Faris für Brokeback Mountain

Hollywood Breakthrough Award
- 2005: „Breakthrough Actor“

Audience Award
- 2004: Bester internationaler Schauspieler für The Day After Tomorrow

Young Artist Award
- 2000: Nominiert in der Kategorie Bester Hauptdarsteller in einem Spielfilm für October Sky

Young Hollywood Award
- 2002: Bester Nachwuchsdarsteller

YoungStar Awards
- 1999: Nominiert in der Kategorie Bester Hauptdarsteller – Drama für October Sky

Hollywood Film Award
- 2013: Bester Nebendarsteller für Prisoners

Golden Eye Award
- 2017: Zurich Film Festival